# Arctosa atroventrosa
Arctosa atroventrosa là một loài nhện trong họ Lycosidae.
Loài này thuộc chi Arctosa. Arctosa atroventrosa được Lenz miêu tả năm 1886.